# 교황 클레멘스 9세
교황 클레멘스 9세(라틴어: Clemens PP. IX, 이탈리아어: Papa Clemente IX)는 제238대 교황(재위: 1667년 6월 20일 ~ 1669년 12월 9일)이다. 본명은 줄리오 로스필리오시(이탈리아어: Giulio Rospigliosi)이다.

## 생애
1600년 1월 28일 이탈리아의 피스토야에서 태어났다. 로마에서 예수회의 지도하에 공부를 한 후 피사 대학교에서 공부를 마쳤다. 다재다능했던 그는 시인이자 극작가였다. 종교적인 주제로 된 그의 연극들은 대단히 인기가 있었다.
1644년 교황 우르바노 8세에 의해 에스파냐의 교황청 사절 겸 타르수스의 명의 대주교가 된 후 1657년 교황 알렉산데르 7세에 의해 추기경과 교황청 국무성성 장관이 되었다.
알렉산데르 7세의 뒤를 이어 교황이 되자 얀센파와 오스만 제국의 공격에 대처해야만 하였다. 얀센파에 가담한 주교들은 전임 교황 알렉산데르 7세의 권고를 받아들이지 않았다. 프랑스 교회는 교회의 분열을 염려하여 그 주교들이 교황청의 뜻을 받아들이도록 설득하였으나 실패하였다.
1645년 이래 크레타섬을 점령한 오스만 제국은 그 섬의 마지막 기독교 왕국 칸디아를 무력화시키려고 하였다. 클레멘스 9세는 포위된 베네치아인들을 돕기 위해 최선을 다했으나 루이 14세의 도움을 받을 수 없었으므로 그 왕국은 1669년 9월 5일 함락되었다.
클레멘스 9세는 세금을 줄이고 빈민들에게 자선을 많이 베풀며 신자들의 영적 생활에 힘쓰고 선교에 심혈을 기울였다. 전임 교황처럼 스웨덴의 여왕 크리스티나를 받아들였다. 또한 외교적으로는 프랑스와 에스파냐를 화해시켰다.
| 전임 알렉산데르 7세 | 제238대 교황 1667년 6월 20일 ~ 1669년 12월 9일 | 후임 클레멘스 10세 |